# Dipseudopsis furcata
Dipseudopsis furcata is een schietmot uit de familie Dipseudopsidae. De wetenschappelijke naam van de soort werd voor het eerst geldig gepubliceerd in 1905 door Georg Ulmer.
De soort komt voor in het Afrotropisch gebied. De exemplaren die Ulmer beschreef kwamen uit Madagascar en werden bewaard in het Parijse Muséum national d'histoire naturelle.